# Astrostole paschae
Astrostole paschae är en sjöstjärneart som först beskrevs av Hubert Lyman Clark 1920.  Astrostole paschae ingår i släktet Astrostole och familjen trollsjöstjärnor. Inga underarter finns listade i Catalogue of Life.